# Prezident Chorvatska
Prezident Chorvatska, oficiálně prezident Chorvatské republiky (chorvatsky Predsjednik Republike Hrvatske), je hlavou státu, vrchním velitelem armády a hlavním představitelem Chorvatské republiky v tuzemsku i zahraničí. Z hlediska protokolu jde o prvního ústavního činitele. Prezident však není hlavou výkonné moci, neboť Chorvatsko je parlamentní republikou, v níž nejmocnější osobou je předseda vlády.
Prezident udržuje řádné a koordinované fungování a stabilitu národního vládního systému a chrání nezávislost a územní celistvost země. Prezident má pravomoc vypsat řádné i mimořádné volby do parlamentu (způsobem stanoveným ústavou) a také vypsat referendum (s kontrasignací předsedy vlády). Dále také formálně jmenuje předsedu vlády na základě rozložení sil v parlamentu a konzultací s předsedy parlamentních stran, uděluje milosti, vyznamenání a jiná státní ocenění. Prezident a vláda spolupracují při provádění zahraniční politiky. Kromě toho je prezident vrchním velitelem ozbrojených sil. Prezident po dohodě s předsedou vlády jmenuje ředitele Bezpečnostní a zpravodajské agentury. Mimo jiné může rozpustit parlament za okolností stanovených ústavou. Ačkoli prezident požívá imunity, může na něj být podána ústavní žaloba za porušení ústavy. V případě dočasné nebo trvalé neschopnosti prezidenta vykonávat svou funkci přebírá funkci úřadujícího prezidenta předseda parlamentu, a to do doby, než se prezident ujme své funkce, nebo do zvolení nového prezidenta do 60 dnů od vzniku funkce úřadujícího prezidenta.
Prezident je volen na základě všeobecného volebního práva tajným hlasováním na pětileté funkční období. Pokud žádný z kandidátů v prvním kole voleb nezíská více než 50 % všech odevzdaných hlasů (včetně nevyplněných a neplatných volebních lístků), koná se druhé kolo. Ústava stanoví, že tatáž osoba může být zvolena nejvýše dvakrát. Zvolený prezident je povinen složit přísahu před soudci Ústavního soudu.